# Tribu des fourmis
Tribu des fourmis  (chinois simplifié: 蚁族; chinois traditionnel: 蟻族; pinyin: yǐzú; zhuyin fuhao: ㄧˇㄗㄨˊ) est une locution métaphorique pour désigner, en Chine, les diplômés universitaires à faible ressource qui s'installent dans des quartiers populaires des grandes villes dans l'attente et l'espoir de trouver un emploi stable et rémunérateur correspondant à leurs diplômes. Ces jeunes diplômés sont considérés comme une classe défavorisée en Chine.

## Description
Le terme tribu des fourmis a été utilisé la première fois par Lian Si (Chinois: 廉思), alors qu'il était étudiant post-doctorant en science politique à l'université de Pékin, qui  a consacré deux ouvrages sur sujet en 2009 et 2010.
Il décrit une réalité sociale concernant les jeunes diplômés qui ne trouvent pas d'emploi en correspondance avec leur niveau d'études dans un marché de l'emploi saturé en Chine. Ces jeunes diplômés trouvent à se loger dans les quartiers où se trouvent les logements aux plus faibles loyer et vivent d'emplois précaires mal rémunérés (avec un salaire moyen de 1950 yuans par mois)  pour lesquels ils sont surqualifiés. Dans  un quartier comme Tang Jia Ling, dans le district de Haidian au nord-ouest de Pékin, au-delà du cinquième périphérique de la ville, sont concentrés 50 000 jeunes diplômés, et on compterait 10 quartiers de ce type autour de la capitale . De tels regroupements existent également dans les grandes villes de Shanghai, Wuhan, Guangzhou et Xi'an. Les logements qu'ils habitent se trouvent souvent dans des tongzilou, des immeubles communautaires datant des années 50 et devenus vétustes dont ils peuvent partager les lieux avec d'autres classes sociales pauvres, comme les employés d'entreprise d'état ou les sans-emplois délaissés de la réforme économique chinoise, et pour lesquels ils paient en moyenne un loyer de 400 yuans par mois. Les espaces de logement dans ces immeubles, véritables chambres dortoirs, font jusqu'à 20 m2 et accueillent plusieurs lits.

## L'étude sociologique de Lian Si
Lian Si a effectué une étude de terrain de deux ans pour rencontrer et interviewer de jeunes diplômés de la tribu des fourmis dans la périphérie de pékin,. L'idée de cette étude lui est venue après avoir lu dans le China Newsweek un article, The Down Youth, relatant la vie quotidienne d'un jeune diplômé à Tang Jia Ling. Il a retiré de son étude trois caractéristiques communes qui permettent de constituer un groupe social pertinent: les individus sont des diplômés universitaires, ont de bas revenus et se regroupent dans des quartiers populaires. Ce regroupement qu'il interprète comme un moyen de trouver du réconfort dans l'adversité lui a inspiré l'expression métaphorique de tribu des fourmis. Lian Si a qualifié les lieux, où les jeunes diplômés résident, de bidonvilles d'intellectuels.
Il considère que la situation de précarité des jeunes diplômés universitaires est due à la disparité entre les villes et les campagnes (54.7% d'entre eux viennent des campagnes et 38.3% de régions peu ou pas développées) et à l'augmentation des inscriptions dans le cycle universitaire à la suite de la réforme du système de l'éducation et de l'augmentation des quotas d'entrée aux universités dans les années 1990 . Cette concordance de facteurs a suscité des ambitions et des rêves personnels chez les étudiants, et a incité les parents à envoyer leurs enfants faire des études pour obtenir un travail rémunérateur. À ce titre, de plus en plus de jeunes en précarité sont diplômés d'universités de faible réputation ou privées, et certains estiment que les étudiants qui sortent de ces universités sont mal préparés à la difficulté du marché vers lequel leurs diplômes les dirigent. Les jeunes cachent souvent l'état du marché de l'emploi et leurs conditions de vie à leurs parents, restés au village, qui se réjouissent du succès universitaire de leur enfant. Ils peuvent rester dans ces quartiers périphériques durant 1 à 5 ans avant de retourner dans leur village d'origine, en cas d'insuccès

## Autre
Un film a été réalisé sur le sujet en 2014 par Yang Huilong, intitulé La tribu des fourmis (Titre original : Tang Jia Ling). Il a été tourné à Tang Jia Ling